# نووروسیسکی
نووروسیسکی (به لاتین: Novorossiysky) یک منطقهٔ مسکونی در روسیه است که در سرزمین آلتای واقع شده‌است.